# Нуэстра-Синьора-дель-Пилар
Нуэстра-Сеньора-дель-Пилар (исп. Basílica de Nuestra Señora del Pilar, араг. Basilica de Nuestra Sinyora d'o Pilar — Базилика Богоматери Столпа) — один из самых больших храмов Испании в стиле барокко и крупнейший храм Сарагосы. Расположен на площади Пилар.
Базилика посвящена Деве Марии и названа в честь Её предполагаемого явления в этих местах около 40 года н. э. Считается первой в истории святыней, посвящённой Деве Марии. В центре базилики установлена колонна, сделанная из яшмы, у которой, согласно легенде, произошло чудо явления Мадонны, увенчанная статуей XV века, изображающей Мадонну с Младенцем на руках (отсюда название храма).
Первое христианское святилище возникло на этом месте ещё во II веке н. э. и долгое время представляло собой небольшую капеллу. В 1118 году, когда город был освобождён от мусульман войсками короля Альфонсо I, здесь была построена церковь в романском стиле, уничтоженная пожаром в 1434 году. На её месте затем возникла церковь в готическом стиле, а современное здание было построено в период между 1681 и 1872 годами; последние башни были построены в 1907 и 1961 годах.
Базилика имеет протяжённость 130 метров в длину, 67 метров в ширину, 4 башни и 11 куполов. Наружная отделка купола выполнена изразцами азулежу.